# Reshi (köpinghuvudort i Kina, Hunan Sheng, lat 29,32, long 111,32)
Reshi är en köpinghuvudort i Kina. Den ligger i provinsen Hunan, i den södra delen av landet, omkring 200 kilometer nordväst om provinshuvudstaden Changsha. Antalet invånare är 26 041. Befolkningen består av 12 762 kvinnor och 13 279 män. Barn under 15 år utgör 15,0 %, vuxna 15-64 år 72 %, och äldre över 65 år 12,0 %.
Runt Reshi är det ganska tätbefolkat, med 207 invånare per kvadratkilometer. Närmaste större samhälle är Mengquan, 18,0 km nordost om Reshi. I omgivningarna runt Reshi växer huvudsakligen savannskog.
Genomsnittlig årsnederbörd är 1 751 millimeter. Den regnigaste månaden är maj, med i genomsnitt 282 mm nederbörd, och den torraste är december, med 30 mm nederbörd.